# Janina Karolczyk-Prawalinska
Janina Dzisławauna Karolczyk-Prawalinska, biał. Яніна Дзіславаўна Правалінская-Карольчык (ur. 26 grudnia 1976 w Grodnie) – białoruska lekkoatletka specjalizująca się w pchnięciu kulą.
Pierwszy międzynarodowy sukces odniosła w 1995 zdobywając srebrny medal mistrzostw Europy juniorów. Dwa sezony później bez powodzenia startowała w mistrzostwach świata, a w 1998 zdobyła brąz mistrzostw Europy. Tuż za podium – na czwartym miejscu – zakończyła udział w światowym czempionacie w Sewilli (1999). Złota medalistka igrzysk olimpijskich w Sydney z 2000 roku. W sezonie poolimpijskim była dziewiąta w halowym czempionacie globu oraz została mistrzynią świata. W czerwcu 2003 przyłapano ją na stosowaniu niedozwolonych środków i ukarano ją dwuletnią dyskwalifikacją (od 7 sierpnia 2003 do 6 sierpnia 2005). W pierwszych latach po powrocie do sportu nie odnosiła sukcesów, a podczas igrzysk olimpijskich w Pekinie (2008) nie awansowała do finału. Czwarta zawodniczka mistrzostw Europy w 2010. Medalistka mistrzostw Białorusi oraz reprezentantka kraju w pucharze Europy.
Rekordy życiowe: stadion – 20,61 (5 sierpnia 2001, Edmonton); hala – 19,12 (15 marca 2003, Birmingham).

## Osiągnięcia
| Rok  | Zawody                                  | Miejsce      | Pozycja           | Wynik |
| ---- | --------------------------------------- | ------------ | ----------------- | ----- |
| 1995 | Mistrzostwa Europy juniorów             | Nyíregyháza  | 2. miejsce        | 16,95 |
| 1997 | Mistrzostwa świata                      | Ateny        | el. – 18. miejsce | 17,75 |
| 1998 | I liga pucharu Europy                   | Malmö        | 3. miejsce        | 17,82 |
| 1998 | Mistrzostwa Europy                      | Budapeszt    | 3. miejsce        | 19,23 |
| 1999 | I liga pucharu Europy                   | Lahti        | 2. miejsce        | 18,09 |
| 1999 | Mistrzostwa świata                      | Sewilla      | 4. miejsce        | 19,17 |
| 2000 | Igrzyska olimpijskie                    | Sydney       | 1. miejsce        | 20,56 |
| 2001 | Halowe mistrzostwa świata               | Lizbona      | 9. miejsce        | 17,52 |
| 2001 | Mistrzostwa świata                      | Edmonton     | 1. miejsce        | 20,61 |
| 2001 | Igrzyska Dobrej Woli                    | Brisbane     | 5. miejsce        | 17,88 |
| 2001 | Finał Grand Prix IAAF                   | Melbourne    | 5. miejsce        | 17,77 |
| 2003 | Halowe mistrzostwa świata               | Birmingham   | 7. miejsce        | 18,94 |
| 2003 | I liga pucharu Europy                   | Lappeenranta | 2. miejsce        | 17,99 |
| 2007 | Halowe mistrzostwa Europy               | Birmingham   | el. – 11. miejsce | 16,51 |
| 2007 | Mistrzostwa świata                      | Osaka        | 10. miejsce       | 18,17 |
| 2008 | Igrzyska olimpijskie                    | Pekin        | el. – 18. miejsce | 17,79 |
| 2010 | Mistrzostwa Europy                      | Barcelona    | 4. miejsce        | 19,29 |
| 2011 | Superliga drużynowych mistrzostw Europy | Sztokholm    | 4. miejsce        | 16,48 |
| 2012 | Igrzyska olimpijskie                    | Londyn       | el. – 18. miejsce | 17,87 |